# Décembre 1670
Le mois de décembre 1670 est le 12e mois de l'année 1670.

## Naissances
- 2 décembre
  - Maurits Lodewijk II van Nassau-LaLecq (mort le 26 décembre 1740), général hollandais
- 4 décembre : Antioch Cantemir (mort en 1726), prince de Moldavie
- 14 décembre : Jean-Baptiste Dubos (mort le 23 mars 1742), homme d’Église, diplomate et historien français
- 22 décembre : Anne Sophie de Saxe-Gotha-Altenbourg (morte le 28 décembre 1728), princesse allemande.

## Décès
- 4 décembre
  - Émilie d'Oldenbourg-Delmenhorst (née le 15 juin 1614), régente de Schwarzbourg-Rudolstadt
  - Alyona (née à une date inconnue), commandante militaire rebelle russe
- 16 décembre : Bartholomeus van der Helst (né en 1613), peintre néerlandais
- 24 décembre : Jan Mytens (né en 1614), peintre néerlandais
- 29 décembre : Mathieu de Morgues (né en 1582), jésuite et pamphlétaire français.